# 米歇爾·B·陳
米歇爾·B·陳（英語：Michele B. Chan），是一位美國慈善家、演員，她出生在南非東倫敦 。米歇爾現在擔任 NantStudio 的首席執行官，該公司於2015年成立。

## 演藝事業
她在《百戰天龍》系列中飾演 Mei Jan，這是她最為人熟知的作品，她在劇中扮演了已故的 MacGyver 養女Sue Ling的角色 。她還參與了電影《美國忍者3：血獵》的演出，並在美國電視劇《旅館》和加拿大電視節目《危險灣》中多次露面。

## 個人生活
米歇爾於1977年與南非出生的美國億萬富翁外科醫生、商人和洛杉磯湖人隊的少數股東黃馨祥結婚。他們育有兩個孩子，其中包括活動家Nika Soon-Shiong。2018年，他們成為《洛杉磯時報》的共同所有者。

## 外部連結
- 米歇爾·B·陳在互联网电影资料库（IMDb）上的資料（英文）